# Attaque de Ouagadougou
Pour les articles homonymes, voir Attentat de Ouagadougou.
Insurrection djihadiste au Burkina Faso
Batailles
- Samorogouan
- Intangom
- Nassoumbou
- Ariel
- 1re Inata
- Loroni
- Gorom-Gorom
- Koutougou
- Arbinda
- Hallalé
- Markoye
- Dounkoun
- Boukouma
- 2e Inata
- Titao
- Opération Laabingol
- Namissiguima
- Madjoari
- Bourzanga
- Seytenga
- Gaskindé
- Tin-Ediar
- Tin-Akoff
- Aoréma
- Ougarou
- Namsiguia
- Noaka
- Koumbri
- Djibo
- Tawori
- Mansila
- Nassougou

Massacres
- Yirgou
- Solhan
- Karma
- Komsilga, Nodin et Soroe
- Bibgou et Soualimou
- Barsalogho

Attentats
- 1er Ouagadougou
- 2e Ouagadougou
- 3e Ouagadougou

L'attaque de Ouagadougou est une double attaque djihadiste survenue le 2 mars 2018 à Ouagadougou, dans le contexte de l'insurrection djihadiste au Burkina Faso. Menée de façon coordonnée, elle vise l'ambassade de France au Burkina Faso et l'état-major général des armées burkinabées, dans le contexte de la guerre du Sahel.

## Déroulement
L'attaque de Ouagadougou est perpétrée par deux équipes d'assaillants sur deux sites distants de 1 500 m, l'un à proximité de l'ambassade de France, l'autre devant l’Institut français et l’état-major général des armées à Ouagadougou. Les assaillants sont vêtus d'habits civils et portent au front ou sur eux des bandeaux blancs avec la profession de foi musulmane. Ils sont âgés d'une vingtaine d'années et s'expriment en bambara et en arabe.
L'attaque commence à 10 h lorsqu'un commando de quatre hommes en civil, armés de fusils d'assaut AKM, tente de s'infiltrer dans l'ambassade de France,. Leur véhicule est incendié par un tir de riposte. Les djihadistes tirent en rafale sur le guichet d'accueil du bâtiment aux vitres blindées. L'attaque cesse vers 12 h 15, les assaillants sont repoussés par un militaire français du Commandement des opérations spéciales. Le commando franchit alors le mur d'enceinte d'une villa mitoyenne de l'ambassade où loge le personnel diplomatique, mais ils sont aussitôt abattus par les gendarmes burkinabés et les militaires français du Commandement des opérations spéciales arrivés en renfort . Quatre policiers et deux gendarmes étaient également affectés à la protection de l'emprise diplomatique et de l'ambassadeur.
De manière quasi simultanée, un second commando d'hommes vêtus de treillis, vise l'Institut français à quelque 1 500 m de là. Après la détonation d'une voiture piégée qui, selon le ministre burkinabè de la Sécurité Clément Sawadogo, vise peut-être une réunion du G5 Sahel qui était convoquée au même moment dans le bâtiment de l'état-major (« Le véhicule était bourré d’explosifs, la charge était énorme et a occasionné d’énormes dégâts »), le second commando, mitraille la rue, en particulier les passants, et la façade. Certains de ses membres parviennent à entrer dans l'enceinte du bâtiment,. Ils tirent notamment deux fois avec des lance-roquettes. Les forces de sécurité ripostent aussitôt. Le combat prend fin vers 14 h.

## Bilan humain
Selon les premiers bilans des autorités burkinabées, au moins quinze assaillants et huit membres des forces de sécurité ont été tués lors des combats qui ont également fait 80 blessés, dont trois graves. Un bilan de 28 morts est donné le jour de l'attaque par des sources sécuritaires françaises, mais il est démenti par le gouvernement burkinabé,.
Le 6 mars, la procureure du Burkina Faso, Maïza Sérém, annonce que le bilan est de huit militaires burkinabés tués et 61 autres blessés, 24 civils blessés, et huit djihadistes tués.
Les forces spéciales françaises de l’opération « Sabre » sont immédiatement déployées. Mais elles ne prennent pas « part directement à l’action », affirme à l’AFP le porte-parole de l’état-major de l’armée française, le colonel Patrick Steiger, et ne déplorent aucune perte.

## Revendication
L'attentat est revendiqué le 3 mars par le Groupe de soutien à l'islam et aux musulmans (GSIM), branche officielle d'Al-Qaïda dans l'ouest du Sahel. Le groupe affirme avoir mené l'attaque en représailles à la mort d'Abou Hassan al-Ansari et plusieurs de ses chefs lors du combat d'Inaghalawass, livré contre les Français au Mali le 14 février 2018.
Ayouri al-Battar, un chef de la katiba Al-Mourabitoune, est identifié par les services burkinabés comme étant le coordonnateur des opérations. Il serait entré au Burkina Faso le 9 février 2018 et serait resté dans les environs de Bandiagara où les quinze hommes du commando l'auraient rejoint.